# Sepsis barbata
Sepsis barbata är en tvåvingeart som beskrevs av Becker 1907. Sepsis barbata ingår i släktet Sepsis och familjen svängflugor. Inga underarter finns listade i Catalogue of Life.